# De joviale Gille
De joviale Gille is een stripverhaal uit de reeks van Suske en Wiske. Het wordt geschreven door een scenario- en tekenteam onder leiding van Peter Van Gucht en Luc Morjaeu. Het wordt gepubliceerd in De Standaard en Het Nieuwsblad van 13 september 2007 tot 2 januari 2008. De eerste albumuitgave was op 10 oktober 2007.

## Personages
In dit verhaal spelen de volgende personages mee:
- Suske, Wiske met Schanulleke, Lambik, Jerom, tante Sidonia, Evarist (voorvader van Lambik), Jean-Michel en André, inspecteur en zijn vrouw, privé detective.

## Locaties
Dit verhaal speelt zich af op de volgende locaties:
- Henegouwen; Binche (vlak bij Charleroi) met het belfort en de Sint-Ursmerkerk, camping De la Sablière. De eigenaar van die camping is Gille Vansant...

## Het verhaal
Lambik ontdekt bij het opruimen van zijn zolder een oude koffer met het dagboek van zijn voorvader Evarist en diens kostuum van de Gilles van Binche. Tante Sidonia gaat op vakantie naar Griekenland, en Suske, Wiske en Jerom vergezellen Lambik naar de stad Binche in Wallonië. Lambik wil meelopen in de stoet van de Gilles!
Maar dat is buiten de legende van de Gilles van Binche gerekend: zij bewaken een smaragd en het standbeeld van de Incagod Quatch, die in ruil de stad beschermt. In Binche wordt al eeuwenlang carnaval gevierd; eerst een heidens feest om de lente te verwelkomen, later een christelijk feest wat de vasten aankondigde. In 1549 droeg Maria van Hongarije het carnavalsfeest op aan Filips II van Spanje, om de verovering van Amerika te vieren. De Spanjaarden lieten het Incabeeld achter in een geheime kelder in de Sint-Ursmerkerk.
Een dief slaagt er echter in om de smaragd uit het standbeeld te stelen en door een dom toeval komt dat juweel in handen van een nietsvermoedende Lambik. Die wordt ontvoerd door de dief en Suske en Wiske zetten de achtervolging in. Intussen is de god Quatsch in blinde woede ontstoken en neemt hij wraak op de stad Binche, vastbesloten om die van de kaart te vegen. Er barst een heftig noodweer los boven Binche waarbij de stad veel schade oploopt.
Suske en Wiske gaan met de inspecteur op zoek naar Lambik, maar deze inspecteur blijkt zelf achter de diefstal te zitten. Hij wilde met de smaragd zijn doodzieke vrouw genezen, en had daarvoor een privé-detective ingehuurd. Omdat het de bedoeling was de smaragd dezelfde dag nog terug te brengen, worden de mannen vergeven door het Incabeeld. De vrouw van de inspecteur wordt genezen, en alle schade in het stadje wordt hersteld. Lambik krijgt ook een beloning, en mag een jaar later meelopen als Gille de Binche.

## Trivia
- Aanvankelijk is het verhaal aangekondigd met de titel De gulle Gilles. Dit is later gewijzigd in De joviale Gille.
- De Gilles van Binche zijn in 2003 opgenomen in de lijst van Meesterwerken van het Orale en Immateriële Erfgoed van de Mensheid van UNESCO.
- Het belfort van Binche is ook opgenomen in de lijst van 56 Belforten in België en Frankrijk op de Werelderfgoedlijst van UNESCO.

## Uitgaven

### Achtergronden bij de uitgaven
- De eerste publicatie vindt plaats in de dagbladen De Standaard en Het Nieuwsblad met 2 stroken per dag vanaf 14 september 2007. Hieraan voorafgaand is op 13 september 2007 de gebruikelijke aankondiging.